# Cuervea
Cuervea é um género botânico pertencente à família Celastraceae.

## Espécies
- Cuervea amplissima Miers
- Cuervea crenulata Mennega
- Cuervea granadensis Miers
- Cuervea hawkesii Proctor
- Cuervea integrifolia (A.Rich.) A.C.Sm.
- Cuervea isangiensis (De Wild.) N.Hallé
- Cuervea jamaicensis Proctor
- Cuervea kappleriana (Miq.) A.C.Sm.
- Cuervea latifolia Miers
- Cuervea macrophylla (Vahl) R.Wilczek
- Cuervea megacarpa Miers
- Cuervea mitchellae (I.M.Johnst.) A.C.Sm.
- Cuervea ovalifolia Miers

1. ↑  «Cuervea — World Flora Online». www.worldfloraonline.org. Consultado em 19 de agosto de 2020